# Siergiej Fiedosiejew
Siergiej Michajłowicz Fiedosiejew (ros. Сергей Михайлович Федосеев, ur. 1915 w Moskwie, zm. 14 stycznia 1998 tamże) – funkcjonariusz radzieckich służb specjalnych, pułkownik.

## Życiorys
Początkowo ślusarz, w latach 1934-1936 sekretarz komitetu Komsomołu, od stycznia do grudnia 1937 słuchacz Centralnej Szkoły NKWD ZSRR, funkcjonariusz Wydziału Tajno-Politycznego Zarządu Bezpieczeństwa Państwowego (UGB) Zarządu NKWD obwodu moskiewskiego, od 26 listopada 1937 sierżant bezpieczeństwa państwowego, od marca do sierpnia 1941 szef Wydziału 2 Zarządu NKWD obwodu moskiewskiego, od 30 kwietnia 1941 starszy porucznik bezpieczeństwa państwowego. Od sierpnia 1941 do maja 1943 szef Wydziału Kontrwywiadu Zarządu NKWD obwodu moskiewskiego, 4 października 1941 awansowany na kapitana, a 11 lutego 1943 podpułkownika bezpieczeństwa państwowego, od 15 czerwca 1943 ponownie szef Wydziału 2 Zarządu NKWD obwodu moskiewskiego, od 15 grudnia 1943 szef Oddziału 1 Wydziału 3 Zarządu 2 NKGB ZSRR, od 29 czerwca 1944 do 27 czerwca 1946 szef Wydziału 2 Zarządu NKGB/MGB obwodu leningradzkiego, od 12 października 1945 pułkownik. Od 27 czerwca 1946 do 25 czerwca 1947 szef Wydziału "1-G" Pierwszego Głównego Zarządu MGB ZSRR, od 22 lipca 1947 do listopada 1951 szef Wydziału 1 Komitetu Informacji przy Radzie Ministrów ZSRR, od 29 grudnia 1951 do 17 marca 1953 zastępca szefa 1 Głównego Zarządu MGB ZSRR (w tym od 4 lutego 1952 p.o. szefa tego zarządu), od 17 marca do 9 maja 1953 szef Wydziału 9 Drugiego Głównego Zarządu MGB ZSRR i pomocnik szefa, a od 21 maja do 3 sierpnia 1953 zastępca szefa tego zarządu, 25 stycznia 1954 zwolniony ze służby "z powodu dyskredytacji". Od marca 1954 pracował w Wyższej Szkole KGB, gdzie od września 1957 do czerwca 1960 był szefem Specjalnej Katedry nr 2. Od czerwca 1960 do września 1961 szef Wydziału 16 Drugiego Głównego Zarządu KGB, od września 1961 do grudnia 1964 szef Wydziału 1 Drugiego Głównego Zarządu KGB, od grudnia 1964 do marca 1966 zastępca szefa Służby Nr 2 Drugiego Głównego Zarządu KGB.

## Odznaczenia
- Order Wojny Ojczyźnianej II klasy (11 marca 1985)
- Order Czerwonej Gwiazdy (20 września 1943)
- Order „Znak Honoru” (26 kwietnia 1940)
- Odznaka "Zasłużony Funkcjonariusz NKWD" (10 marca 1942)
- Odznaka "Zasłużony Funkcjonariusz Bezpieczeństwa Państwowego" (1957)

I 6 medali.